# Ornithoptera meridionalis
Ornithoptera meridionalis là loài nhỏ nhất trong chi Ornithoptera.
Nó sinh sống ở một số địa phương ở đông nam Papua, New Guinea (O. meridionalis meridionalis) và nhiều địa phương khác dọc theo bờ biển Irian Jaya (O. meridionalis tarunggarensis). 

## Hình ảnh

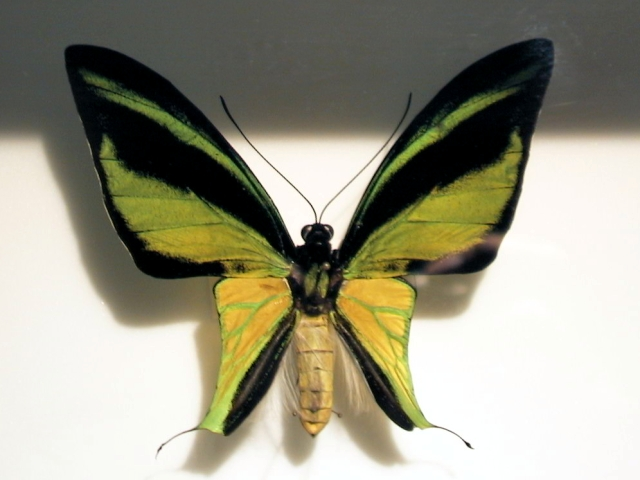
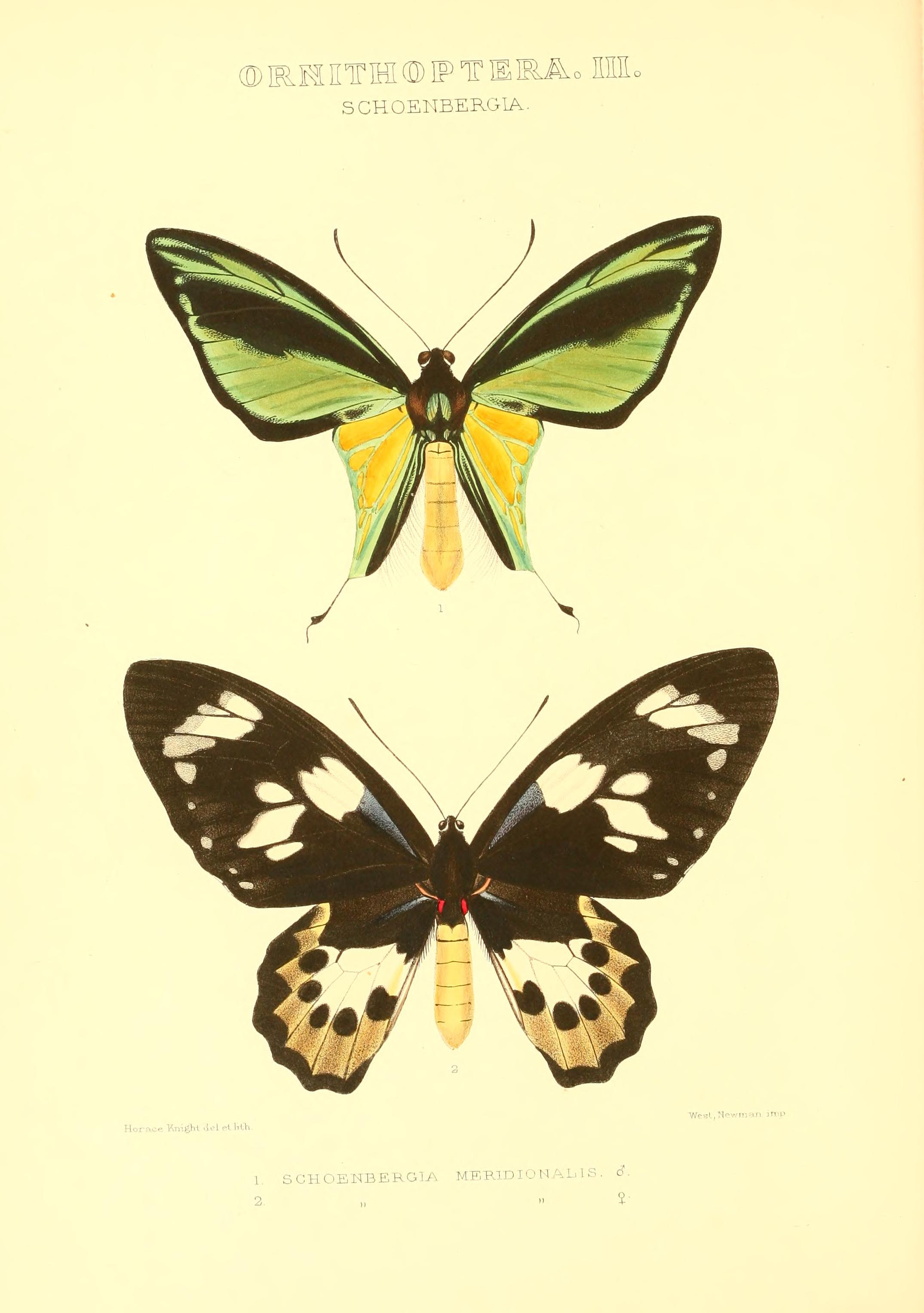
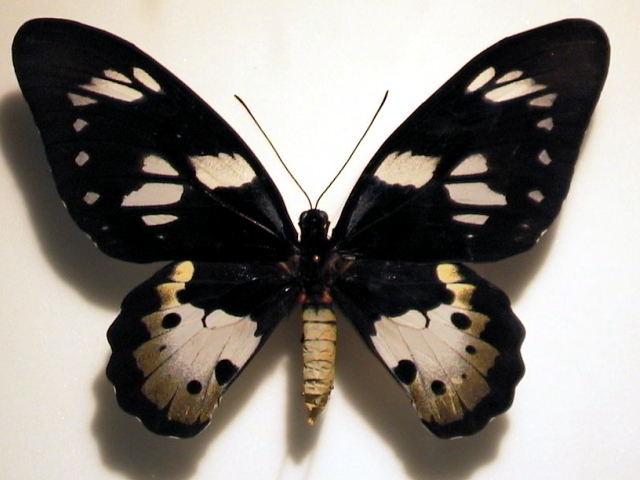
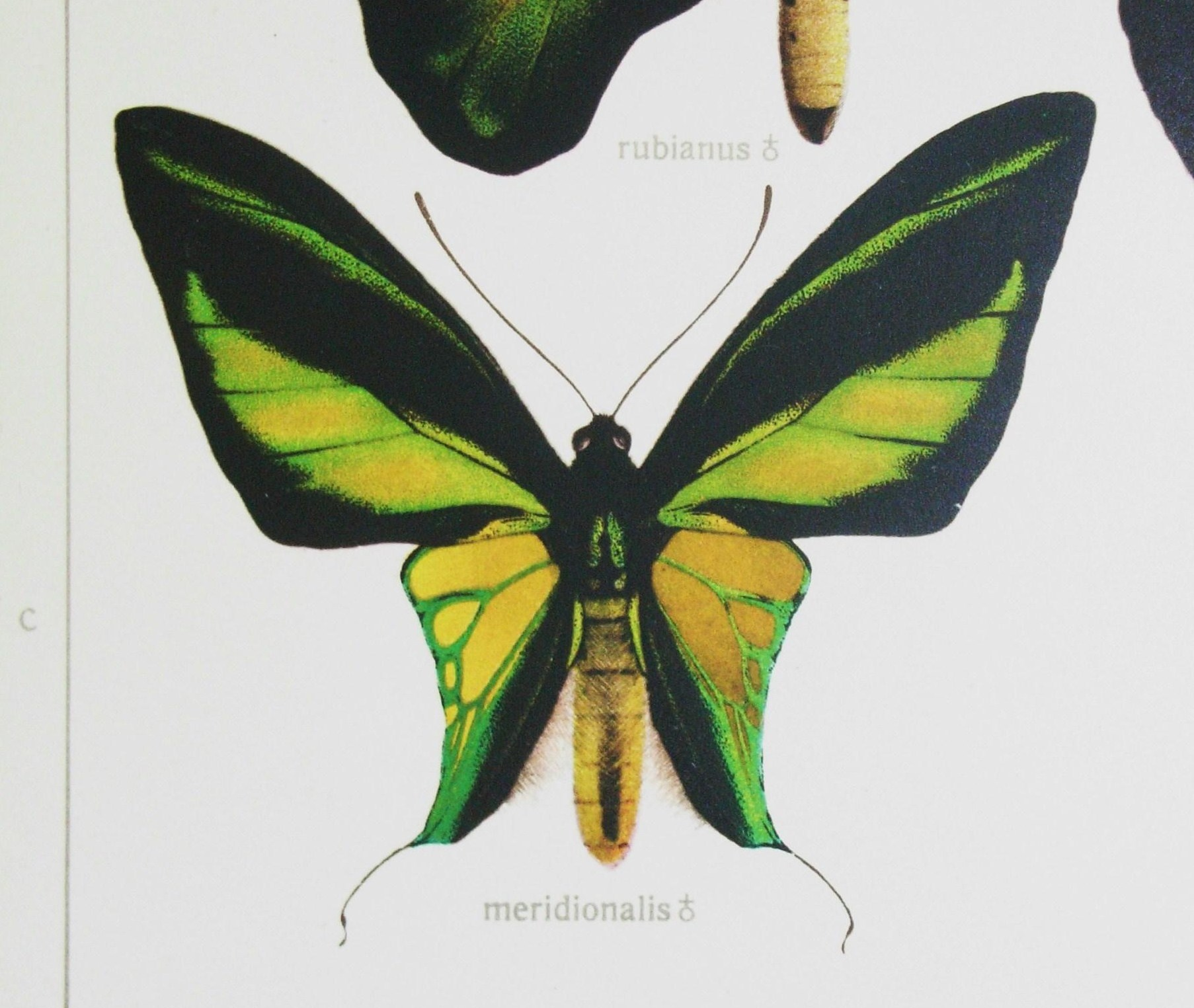